# おねだりわんこ
おねだりわんことは2013年3月30日にバンダイより発売された玩具またはそれと連動したスマートフォン向けのアプリケーション。

## 概要
手のひらサイズの仔犬型のフィギュアで無料アプリをダウンロードしたスマートフォンをかざすとわんこたちが様々なリアクションを見せる癒し系のアプリケーション。